# Luís Fernandes
Pour les articles homonymes, voir Fernandes.
Pour l’article ayant un titre homophone, voir Luis Fernandez.
Silva Fernandes est un nom portugais ; le premier nom de famille (d'usage facultatif) est Silva et le second est Fernandes.
Luís Filipe Silva Fernandes, né le 2 décembre 1987 à Lisbonne, est un coureur cycliste portugais.

## Biographie
En 2012, Luís Fernandes termine notamment neuvième du Tour du Portugal de l'Avenir et dixième du championnat du Portugal sur route. L'année suivante, sa formation OFM devient une équipe continentale. Luís Fernandes y devient donc coureur professionnel. 
En 2016, il intègre l'équipe Sporting-Tavira. En 2018, il est recruté par la structure Aviludo-Louletano-Uli. Bon grimpeur, il se classe septième du championnat du Portugal. Il réalise également de bons résultats sur le Tour du Portugal en terminant dixième de l'édition 2018, puis douzième de l'édition 2019.
Il met un terme à sa carrière cycliste à l'issue de la saison 2024.

## Palmarès et résultats

### Palmarès par année
- 2013
  - 3e de la Subida à Glória
- 2014
  - 3e du Mémorial Bruno Neves
- 2015
  - Circuit de Malveira
  - 3e du Circuit de Nafarros
- 2018
  - Circuito de Póvoa da Galega
  - 2e du Circuit de Nafarros
- 2019
  - 3e du Mémorial Bruno Neves
- 2023
  - 2e du Grand Prix Jornal de Notícias

### Classements mondiaux
| Année                                 | 2018  | 2019  | 2020 | 2021 | 2022 | 2023 | 2024  |
| ------------------------------------- | ----- | ----- | ---- | ---- | ---- | ---- | ----- |
| Classement mondial                    | 1420e | 1857e | 800e | nc   | 800e | nc   | 2476e |
| UCI Europe Tour                       | 896e  | 1222e | 639e | nc   | 603e | nc   | nc    |
|                                       |       |       |      |      |      |      |       |
| Légende : nc = non classéSource : UCI |       |       |      |      |      |      |       |